# تصنيف (عام)

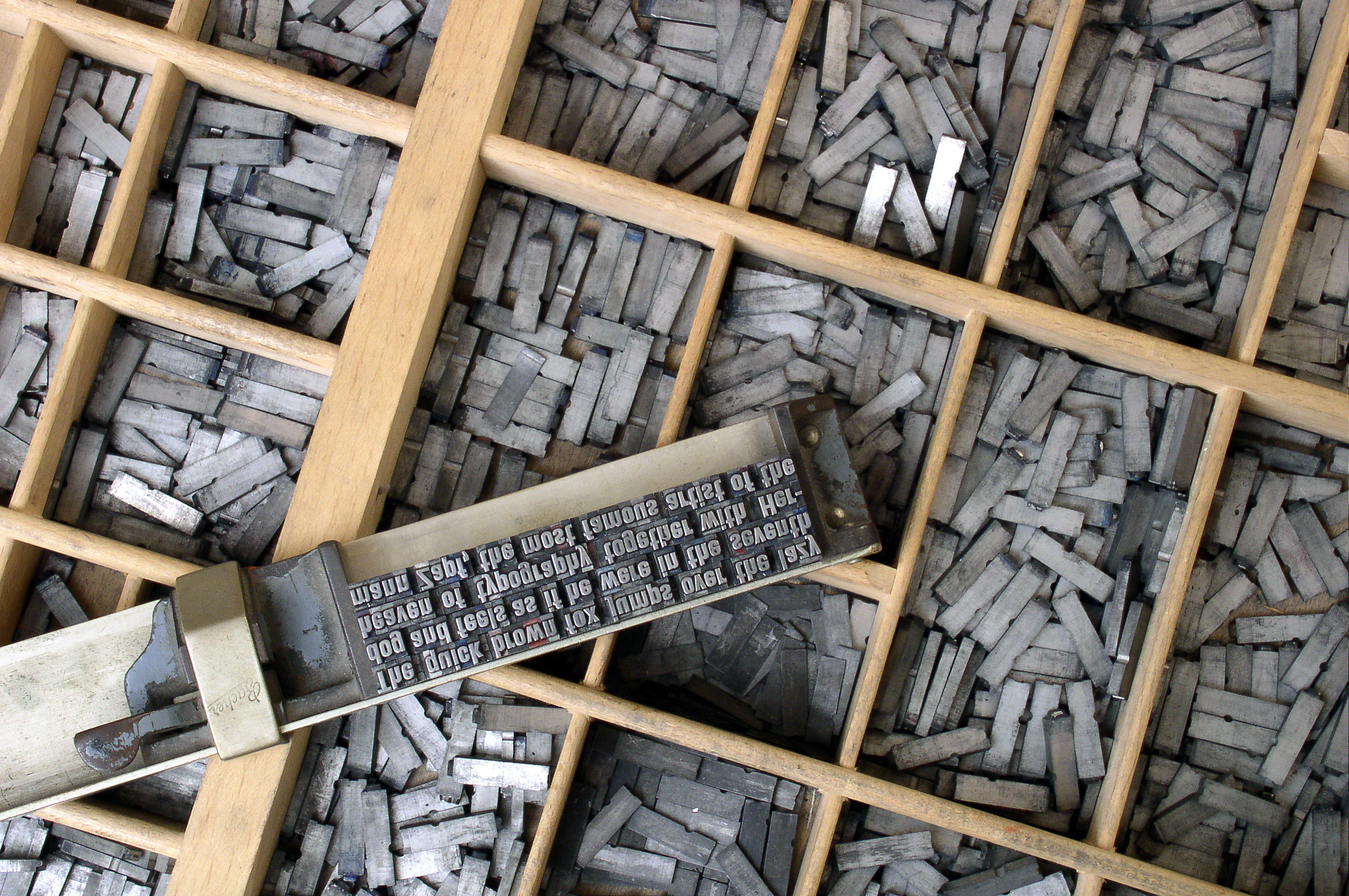
نوع التصنيف

التصنيف هو أي عملية لترتيب العناصر في بعض التسلسلات و/أو المجموعات المختلفة، وتبعا لذلك، فإن له اثنين من المعاني المشتركة والمتميزة:
1. الترتيب: ترتيب العناصر من نفس النوع، الفئة، الطبيعة.[1][2] إلخ. في بعض السلاسل المرتبة،
2. تبويب: تجميع وتسمية العناصر ذات الصفات المتماثلة معا (حسب الأنواع).

## تصنيف المعلومات أو البيانات
للقيام بالتصنيف يمكننا إما تحديد نظاما ضعيفا«لا ينبغي أن يأتي بعد» أو نظام ضعيف دقيق«يجب أن تأتي قبل»(تحديد واحد يعرف أيضا الآخر، الاثنان تكملان عكس بعضهما البعض، انظر العمليات على العلاقات الثنائية. ليكون التصنيف فريدا من نوعه، يتم تقييد هذان الاثنين بنظام كلي ونظام كلي دقيق على الترتيب.
فرز ن-تتابعات (معتمدا على الإطار الذي يسمى على سبيل المثال السجلات التي تتكون من مجالات) يمكن أن يتم اعتمادا على واحد أو أكثر من مكوناته. وبصفة أعم، يمكن أن يتم فرز الأشياء على أساس صفة ما. هذا المكون أو الصفة يسمى مفتاح الفرز.
على سبيل المثال، العناصر هي الكتب، ومفتاح الفرز هو العنوان، الموضوع أو المؤلف والترتيب أبجدي.
يمكن إنشاء مفتاح فرز جديد من اثنين أو أكثر من مفاتيح الفرز عن طريق الترتيب المعجمي. ويسمى الأول عندئذ مفتاح الفرز الأساسي والثاني مفتاح الفرز الثانوي...إلخ.
على سبيل المثال، يمكن تصنيف العناوين باستخدام المدينة كمفتاح فرز أساسي والشارع كمفتاح فرز ثانوي.
إذا تم ترتيب قيم مفاتيح الفرز كلية، فإن مفتاح الفرز يحدد ترتيبا ضعيفا للعناصر: العناصر ذات نفس مفتاح الفرز متساوية فيما يتعلق بالتصنيف. انظر أيضا خوارزميات الترتيب. إذا كانت العناصر المختلفة لها قيم مفاتيح فرز مختلفة فإن هذا يعرف نظاما منفردا للعناصر.
إن النظام القياسي يسمى عادة تصاعديا (ارتباطا بحقيقة أن الترتيب القياسي للأرقام تصاعديا من أ إلى ي، من 0 إلى 9)، الترتيب العكسي تنازليا (ياء إلى ألف، 9 إلى 0).
فيعلم الحاسوب، يعد التصنيف واحدا من أكثر المواضيع بحثا على نطاق واسع نظرا للحاجة إلى تسريع العملية عل الآلاف أو الملايين من السجلات خلال عملية البحث. انظر خوارزميات الترتيب.
الغرض الرئيسي من فرز المعلومات هو تحسين فائدتها لأداء مهام محددة. عموما هناك طريقتان لتجميع المعلومات: حسب الفئة مثل نشرة التسوق حيث يتم تجميع العناصر معا تحت عناوين مثل «المنزل»، «الرياضة والترفيه»، «الملابس النسائية» وما إلى ذلك اختيار العينات وشدة بعض الصفات مثل السعر مثل من الأرخص إلى الأغلى (مقياس ترتيبي).
ريتشارد سول وورمان في كتابه قلق المعلومات يفترض أن أغراض الفرز الأكثر شيوعا هي الاسم، حسب الموقع وحسب الوقت (وهذه في الواقع حالات خاصة من الفئة والتسلسل الهرمي). هذه معا تعطي الاختصار LATCH (الموقع، الأبجدية، الوقت، الفئة، التسلسل الهرمي) ويمكن استخدامها في وصف فقط كل نوع من المعلومات المرتبة.
وغالبا ما يتم فرز المعلومات بأساليب مختلفة على مستويات مختلفة من التجريد: مثل دليل هواتف المملكة المتحدة التي يتم فرزها حسب الموقع الجغرافي، الفئة (عمل أو سكن) ثم أبجديا. لا تزال وسائل الإعلام الجديدة تشترك في هذه الأساليب الأساسية للفرز مثل رجوع بحث جوجل لقائمة من صفحات الويب في قائمة للتسلسل الهرمي تعتمد على نظام تسجيله لمدى مطابقتهم لمعايير البحث (من أقرب مطابقة للأبعد).
ويطلق على عكس الفرز، ترتيب سلسلة من العناصر ترتيبا عشوائيا أو لا معنى له: الخلط.

## عملية الفرز الفيزيائي
إن مختلف أهداف الفرز ضرورية في العمليات الصناعية، على سبيل المثال أثناء استخراج الذهب الخام فإن جهازا يسمى shaker table يستعمل جاذبية وتذبذب والتدفق لفصل الذهب عن المواد الأخف في الخام (فرز حسب الحجم والوزن). الفرز أيضا عملية تحدث بصورة طبيعية والتي ينتج عنها تركيز خام أو الرواسب. إن نتائج الفرز من تطبيق بعض المعايير أو فروق الضغط على كتلة لفصلها لمكوناتها الأساسية يعتمد على جودة بعض المتغيرات. المواد التي تكون مختلفة، ولكن ذلك بصورة طفيفة، مثل نظائر اليورانيوم من الصعب جدا فصلها.